# Acanthiza
Acanthiza (inglese thornbill) è un genere di uccelli passeriformi, appartenente alla famiglia degli Acanthizidae, che si trovano prevalentemente in Australia, con l'eccezione di una delle sue specie, la Acanthiza murina ("beccospino di De Vis"), che vive nella Nuova Guinea.
Lunghi fra gli otto e i dieci centimetri e dotati di un becco lungo e sottile, gli uccelli appartenenti a questo genere vivono in piccoli gruppi rovistanti tra gli alberi e cespugli e nutrendosi così con un aiuto reciproco fra gli appartenenti al gruppo. Questo modo di alimentarsi in "cooperazione" si verifica per la maggior parte delle specie di acanthiza, salvo che per le specie di Acanthiza ewingii (beccospino della Tasmania) e di Acanthiza pusilla (beccospino bruno)
L'habitat preferito da questi gruppi va dalle foreste fitte alle pianure aperte ricche di cespuglia di granate o di acacie.
Nel volo essi seguono un percorso caratteristico ondulato. La loro dieta è costituita prevalentemente di piccoli insetti e afidi che questi volatili raccolgono nel fogliame. Essi sono anche acrobati eccezionali, capaci di rimanere fermi a lungo in volo con il viso volto verso il basso.
I nidi di Acanthiza sono delle costruzioni a forma di ampia cupola, completamente chiuse salvo che per un foro laterale e costituite da una doppia camera, il cui scopo non è noto. 
La nascita è qualcosa di simile alle Aegithalidae, nel combinare lunghi periodi d'incubazione con una schiusa sincrona. Questa combinazione, normalmente impossibile a causa dell'intensa competizione per il cibo, si verifica per la cooperazione fra i componenti del gruppo che esclude qualunque competizione sulla ricerca del cibo.

## Specie
- - Acanthiza katherina De Vis, 1905 - beccospino di montagna
  - Acanthiza pusilla Shaw, 1790 - beccospino bruno
  - Acanthiza apicalis Gould, 1847 - beccospino codamarginata
  - Acanthiza ewingii Gould, 1844 - beccospina della Tasmania
  - Acanthiza murina De Vis, 1897 - beccospino di De Vis
  - Acanthiza uropygialis Gould, 1838 - beccospino codacastana
  - Acanthiza reguloides Vigors & Horsfield, 1827 - beccospino dal groppone nocciola
  - Acanthiza inornata Gould, 1841 - beccospino occidentale
  - Acanthiza iredalei Mathews, 1911 - beccospino snello
  - Acanthiza chrysorrhoa Quoy & Gaimard, 1832 - beccospino dal groppone giallo
  - Acanthiza nana Vigors & Horsfield, 1827 - beccospino nano
  - Acanthiza lineata Gould, 1838 - beccospino striato
  - Acanthiza robustirostris Milligan, 1903 - beccospino robusto